# ألبرت جاي روزنتال
ألبرت جاي روزنتال (بالإنجليزية: Albert J. Rosenthal)‏ هو عالم قانوني أمريكي، ولد في 5 مارس 1919، وتوفي في 17 مارس 2010.

## وصلات خارجية
- ألبرت جاي روزنتال على موقع إن إن دي بي (الإنجليزية)